# 保罗·亨利·勒孔特
保罗·亨利·勒孔特（法語：Paul Henri Lecomte，1856年1月8日—1934年6月12日）为法国植物学家。他曾对北非、埃及、安的列斯群岛、法属圭亚那和法属印度支那进行学术考察。他创作了15部专著，包括《植物鉴别》（Notions de botanique）、《香草香兰素的形成》（Formation de la vanilline dans la vanille）、《印度支那树木》（Les bois d’Indochine）及《马达加斯加：安达西贝的树木与花朵》（Madagascar: les bois de la forêt d'Analamazaotra）等。